# Wystok
Wystok – wieś w Polsce położona w województwie lubuskim, w powiecie sulęcińskim, w gminie Torzym.
W latach 1975–1998 miejscowość administracyjnie należała do województwa zielonogórskiego.

## Zabytki
Do wojewódzkiego rejestru zabytków wpisany jest:
- kościół filialny pod wezwaniem św. Stanisława, dawny ewangelicki, szachulcowy: murowano-drewniany, z końca XVII wieku, 1855 roku.